# Гамла стан (станция метро)
«Гамла стан» (швед. Gamla stan — «Старый город») — станция Стокгольмского метрополитена. Расположена на Красной линии и Зелёной линии. Обслуживается маршрутами Т13, Т14, Т17, Т18, Т19.
Находится на острове Гамла-стан в историческом центре Стокгольма. Была открыта 24 ноября 1957 как одна из двух новых станций (вместе с T-Centralen). Эта станция расположена на поверхности и имеет две платформы: западную для поездов, идущих на север и восточную для поездов, идущих на юг. Расстояние от «Слуссен» — 480 метров.
Художественное оформление Göran Dahl и Britta Carlström.

## Фотографии

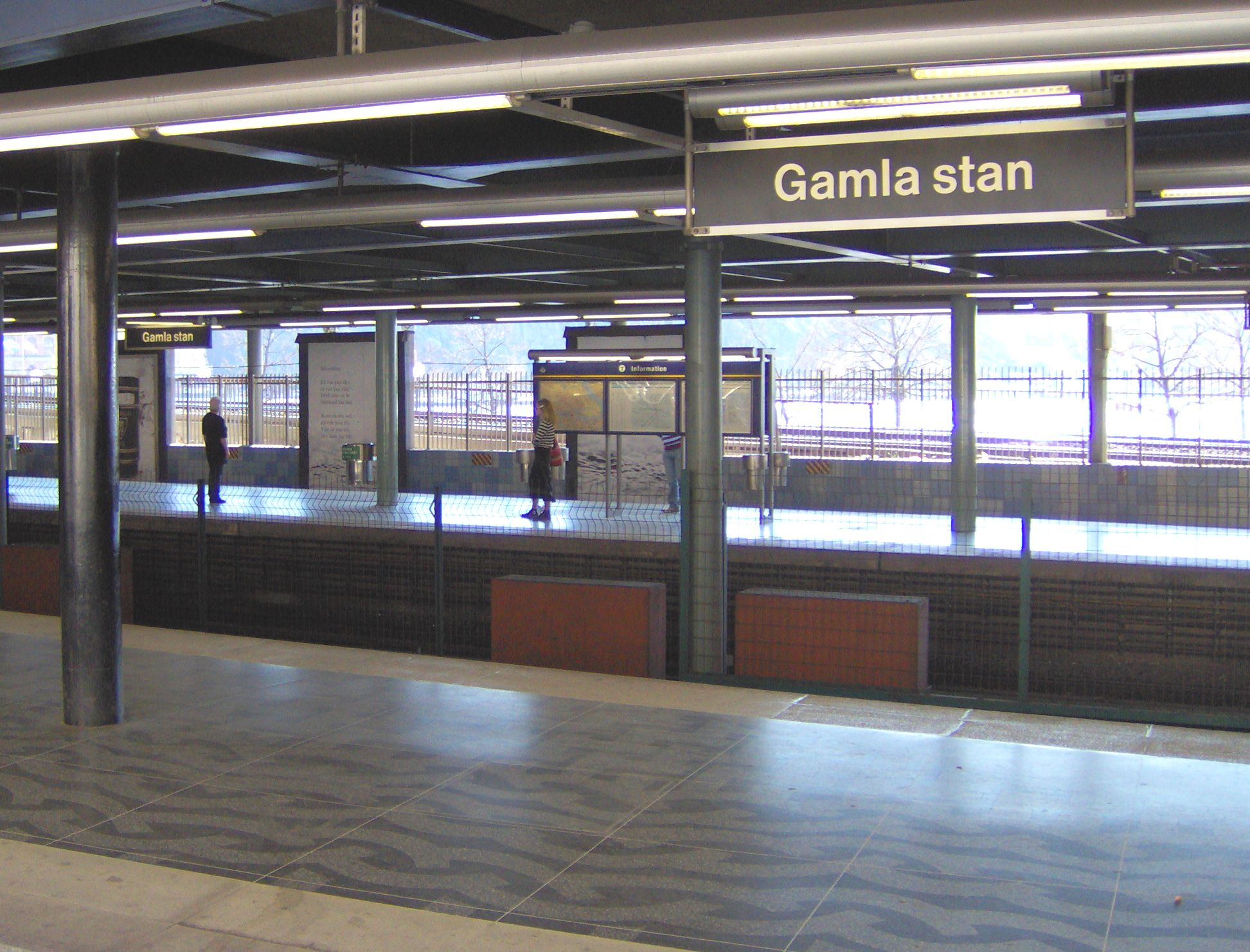
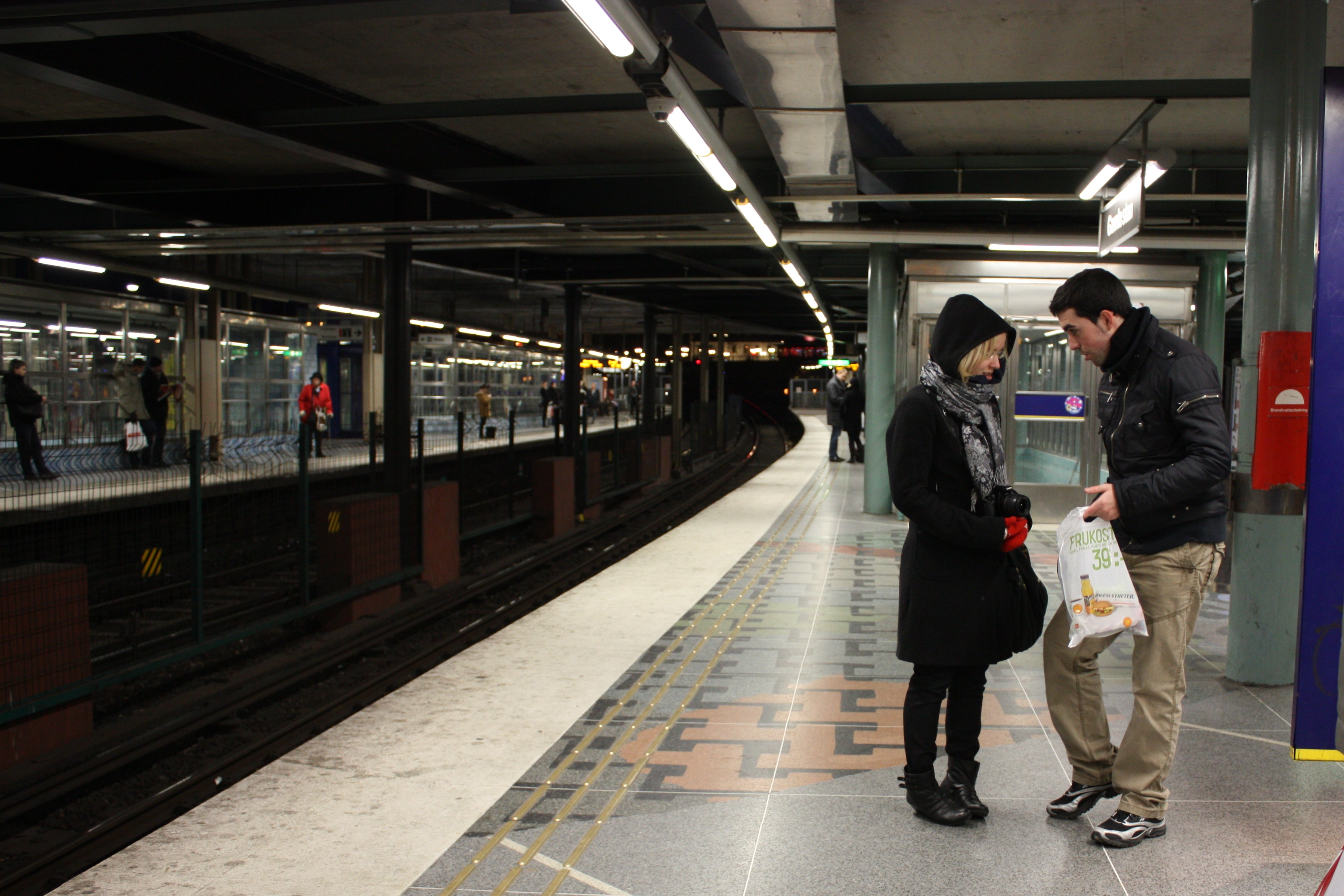
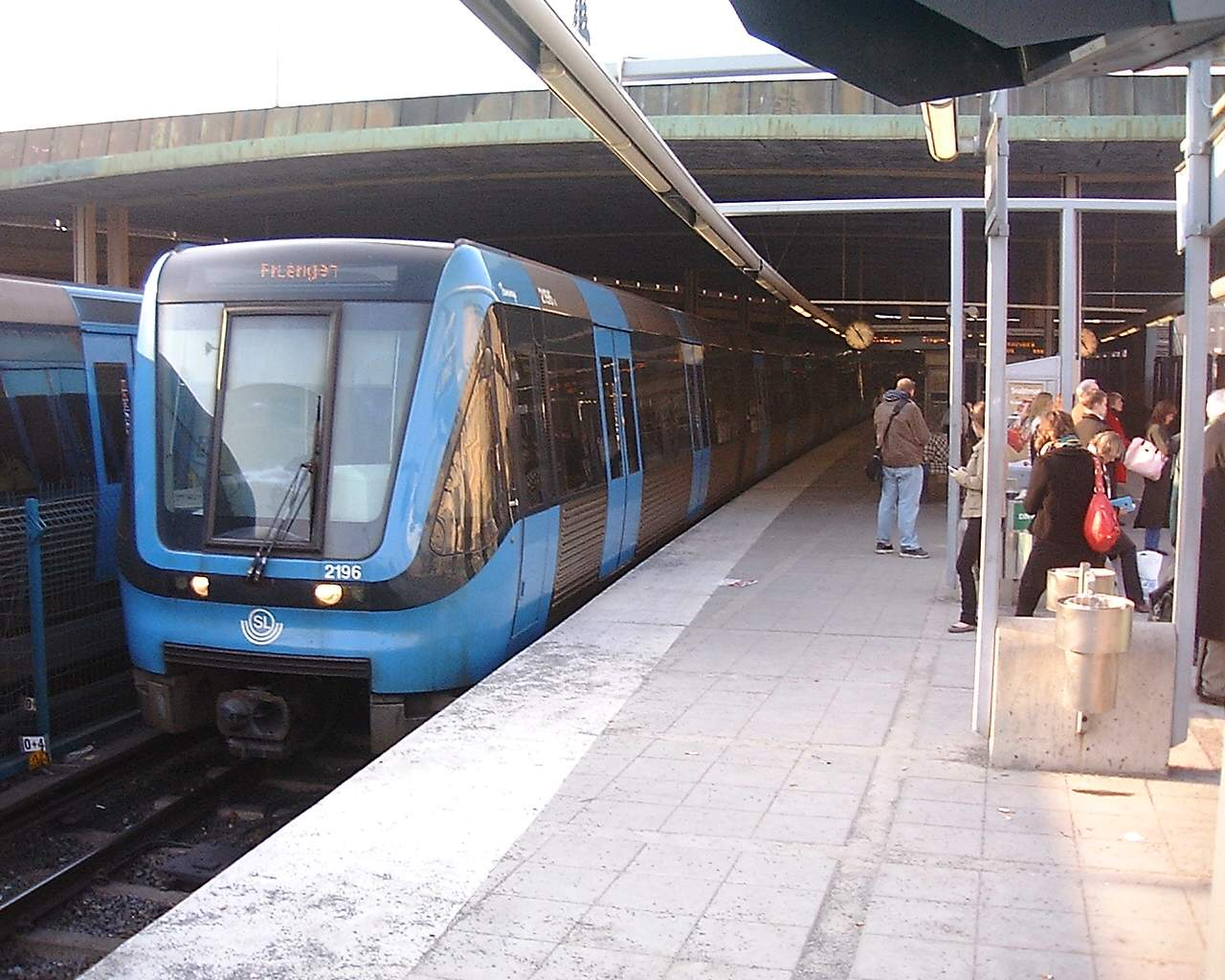

## Станция в цифрах
35-я станция в Стокгольмском метрополитене. Пассажиропоток около 10 000 человек.